# تویوکاوا، آیچی
تویوکاوا، آیچی از شهرهای Aichi Prefecture Japan است که جمعیت آن در January 1 ۲۰۰۸ ۱۶۱٬۵۹۵نفر بوده‌است.